# Pteronymia linzera
Pteronymia linzera är en fjärilsart som beskrevs av Herrich-Schäffer 1864. Pteronymia linzera ingår i släktet Pteronymia och familjen praktfjärilar. Inga underarter finns listade.